# Bolívar (distrito de Bolívar)
Bolívar é um distrito do Peru, departamento de La Libertad, localizada na província de Bolívar.

## Transporte
O distrito de Bolívar é servido pela seguinte rodovia:
- PE-10B, que liga a cidade de Chugay ao distrito de Huicungo (Região de San Martín)
- LI-107, que liga o distrito à cidade de Uchumarca
- LI-108, que liga o distrito à cidade de Cajabamba (Região de Cajamarca)[1][2][3]